# Maytenus curranii
Maytenus curranii là một loài thực vật có hoa trong họ Dây gối. Loài này được S.F.Blake mô tả khoa học đầu tiên năm 1918.